# Murg (dopływ Thur)
Murg – rzeka w Szwajcarii przepływająca przez kantony St. Gallen oraz Turgowię. Źródło znajduje się w regionie Hinterthurgau.
Ma długość 34,1 km Rzeka wpada do Thur na północ od Frauenfeld. Przepływa przez następujące miejscowości: Mosnang, Fischingen, Sirnach, Münchwilen, Wängi, Stettfurt, Matzingen i Frauenfeld. Przepływ rzeki we Frauenfeld wynosi 3,36 m³/s.